# Giuseppe Pecci (cardinal, 1776)
 (juin 2024).
Pour les articles homonymes, voir Pecci.
Ne doit pas être confondu avec Giuseppe Pecci (cardinal, 1807).
Giuseppe Pecci (né le 13 avril 1776 à Gubbio en Ombrie et mort le 21 janvier 1855 à Gubbio) est un cardinal italien du XIXe siècle. Il n'est pas parent avec les deux autres cardinaux Pecci du XIXe siècle, le pape Léon XIII (Vincenzo Gioacchino Pecci) et Giuseppe Pecci.

## Biographie
Giuseppe Pecci est vicaire général dans le diocèse de Gubbio. Il est élu évêque titulaire de Césaropolis (de) et administrateur apostolique de Gubbio en 1839. Il est transféré au diocèse de Gubbio en 1842. Pecci est créé cardinal par le pape Pie IX lors du consistoire du 30 septembre 1850.